# 巴夫雷區
54°16′N 53°18′E / 54.267°N 53.300°E
巴夫雷區（俄语：Бавлинский район），是俄羅斯的一個區，位於該國西部，由韃靼斯坦共和國負責管轄，面積1,210.4平方公里，2010年人口14,161，人口密度每平方公里11.7人。